# 倉賀野神社
倉賀野神社（くらがのじんじゃ）は、群馬県高崎市倉賀野町にある神社。倉賀野町の総鎮守とされ、旧社格は村社。

## 概要
JR倉賀野駅の南西、倉賀野宿跡がある旧中山道（県道121号）と烏川の狭間、高崎市立倉賀野中学校の北隣りに鎮座している。
創建は崇神天皇御代とされ、皇子の豊城入彦命が東国平定を命じられた際、倭大国魂神の分霊である亀形の自然石（亀石）を授けられ、それが御神体として祀られたのが起源とされる。
当社所蔵の『飯玉縁起』は以下のような『神道集』巻8「那波八郎大明神御事」と関連した説話を伝える。
光仁天皇の御代、上野国群馬郡の群馬太夫満行という地頭には8人の男子がおり、末子の八郎満胤が最も優れていたことから父は八郎を惣領として八郎は上野国の目代となった。しかし満行の死後7人の兄たちは共謀して八郎を殺害し、屍を石の唐櫃に入れて高井郷鳥喰池の中嶋の虵塚の岩屋に納めた。八郎は諸大竜王の龍水の智徳を与えられ、大蛇となって兄たちやその妻子眷属をとり殺したので、1年に1度、9月9日に生贄を差し出すようになった。甘楽郡地頭・尾幡権守宗岡〈「岡」の下に「心」〉の一人娘、海津姫が生贄となる番となったが、奥州に向かう途上の三条宮内判官宗光が宗岡のもとに止宿した際それを聞き、9月9日に宗光は姫と共に高井の岩屋に赴いた。大蛇が姿を現すと宗光は一心に観世音菩薩の称名を唱えた。すると大蛇は妄執が除かれたこと、以後は生贄は不要であること、功徳によって神となり当国を利益することを語って群馬郡と緑野郡の境の烏川に飛び去り飯玉の名を託宣した。豊原之朝臣高木左衛門定国という倉賀野の住人がこれを目撃して宗光に報告したので、定国は社を建立して飯玉大明神を祀るよう命じられた。本地は十一面観音で、大同2年（807年）9月19日のことである。
大同2年（807年）の社殿造営に際し坂上田村麻呂が舞楽を奏上したという伝承があり、社宝の翁面はその時のものだという。
『上野国神名帳』に「正五位上 大国玉明神」と記録されている。
建長5年（1253年）に倉賀野氏の始祖・倉賀野三郎高俊が社殿を造営し、以後、倉賀野氏の氏神として社殿の建替、修復が繰り返された。
江戸時代には「飯玉（いいだま）大明神」として、中山道・倉賀野宿と近隣七ヶ郷の総鎮守として崇敬を集めた。
明治10年（1877年）に「大国魂神社」へと改称、明治43年（1910年）に近隣の数社を合併して「倉賀野神社」に改称した。

## 祭神
- 倭大国魂神

## 境内社
- 冠稲荷神社（かんむりいなりじんじゃ）
- 北向道祖神（きたむきどうそじん）
- 天神社（てんじんしゃ）
- 甲子大黒天（きのえね だいこくてん）

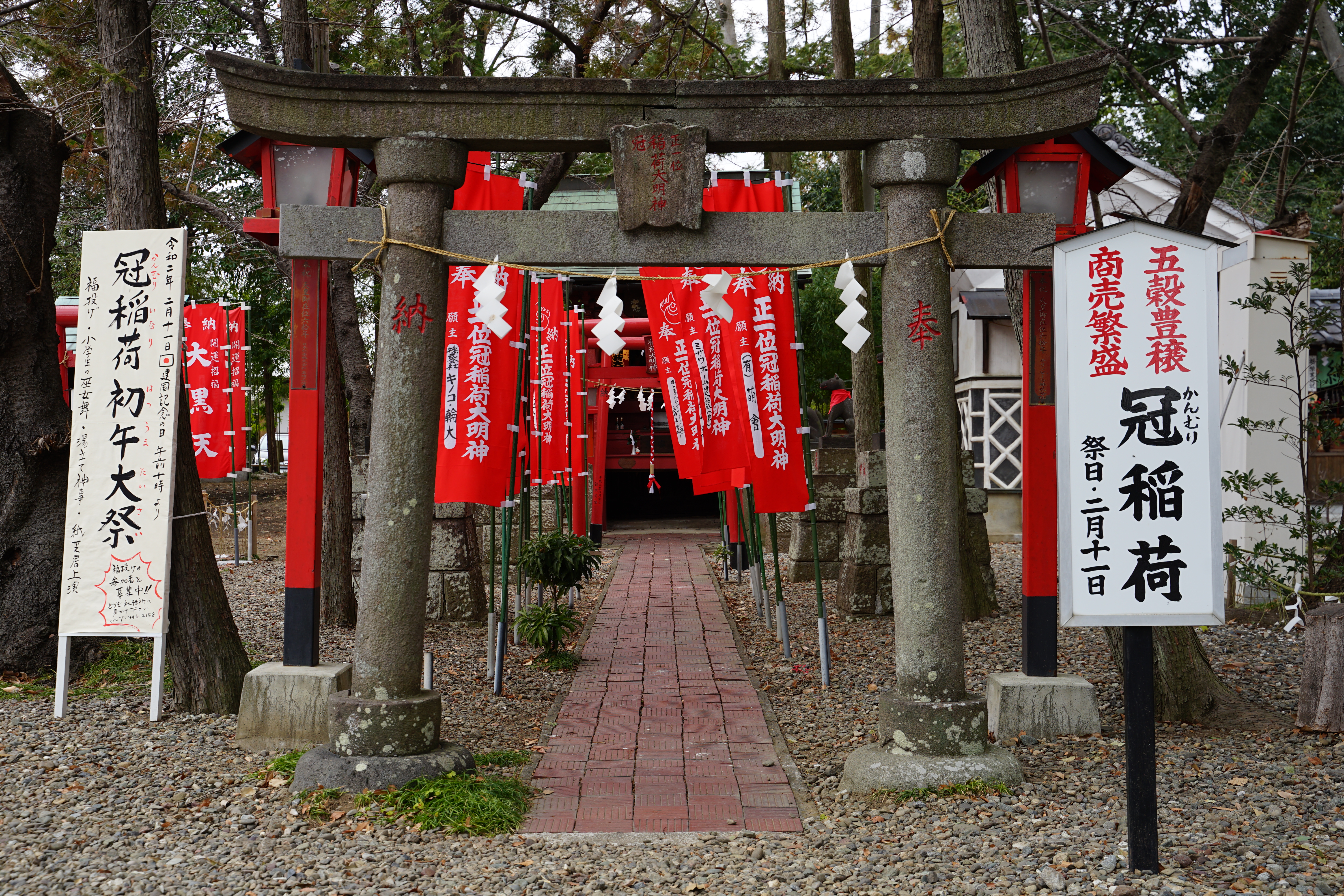
冠稲荷神社
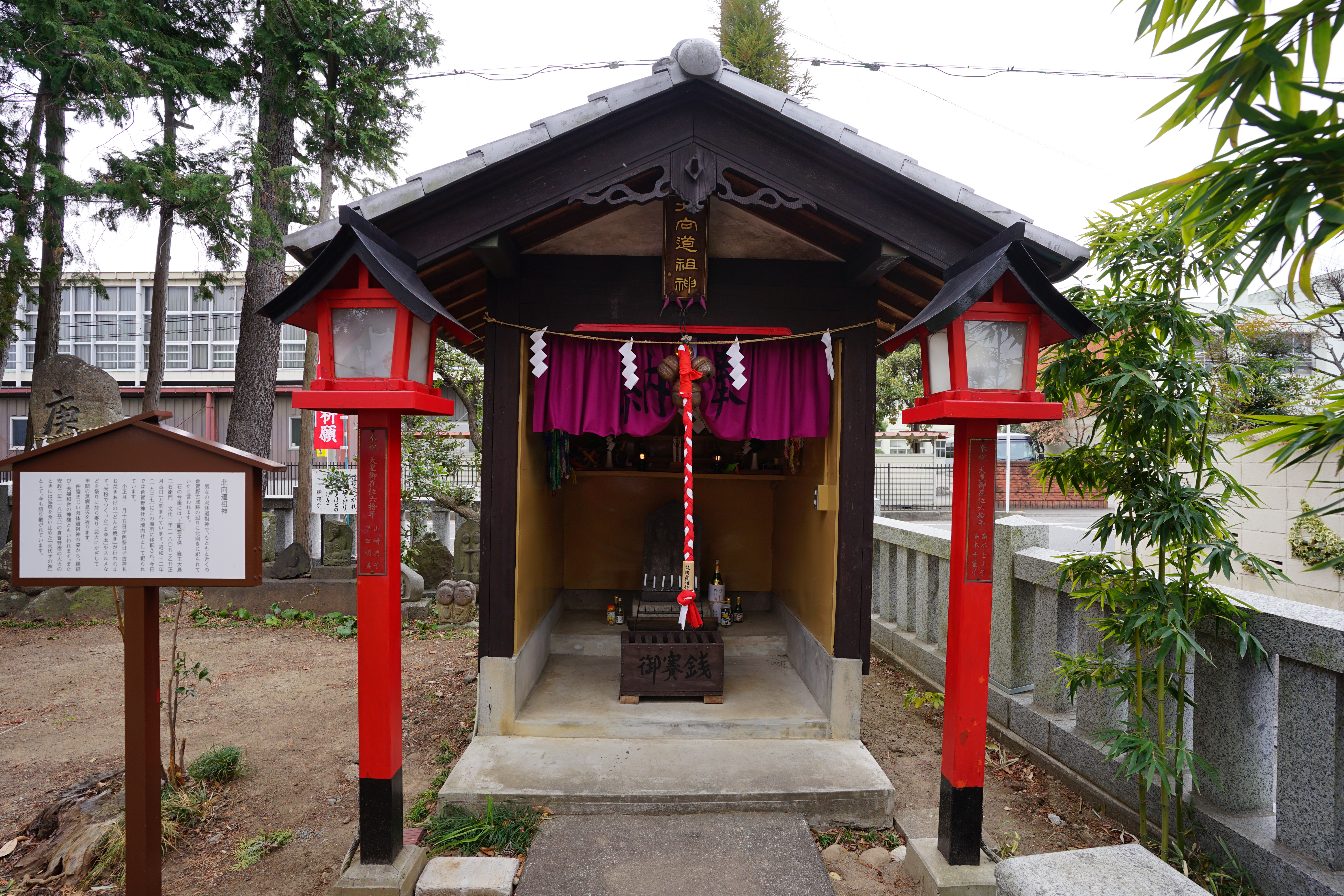
北向道祖神

## 文化財

### 高崎市指定重要文化財
- 倉賀野神社本殿　附　飯玉宮御普請仕様書・飯玉宮御本社木割仕様帳（平成4年3月2日指定[6]） - 元治2年（1865年）上棟、慶応2年（1866年）完成。幣殿・拝殿と屋根は連続しているが、本殿は一間社流造、背面軒唐破風付銅板葺（当初杮葺）[2]。
- 倉賀野神社算額（昭和51年1月14日指定[7]） - 鈴木角右衛門・門弟11名、慶応3年（1867年）奉納。

## 祭事
- 1月1日 - 歳旦祭
- 3月 - 勧学祭・ランドセルお祓い式
- 4月19日 - 春季大祭/太々神楽・巫女舞
- 6月下旬 - 御田植祭
- 6月30日 - 夏越大祓式（茅輪くぐり)
- 8月7日 - よい子の七夕祭
- 10月中旬 - 抜穂祭
- 10月19日 - 秋季例大祭（中学生神輿・太々神楽・巫女舞）
- 11月15日 - 七五三詣
- 12月31日 - 年越大祓式

## 周辺
- 倉賀野城跡
- 高崎市立倉賀野中学校
- 大鶴巻古墳
- 倉賀野郵便局
- 浅間山古墳